# James Ramsay
Sir James Maxwell Ramsay (Hobart, 27 agosto 1916 – Broadbeach, 1º maggio 1986) è stato un ufficiale e politico australiano.

## Carriera
Frequentò il Macquarie Street State School e il The Hutchins School. Si laureò presso il Royal Australian Naval College a Jervis Bay nel 1933 e ha avuto una distinta carriera navale.
Nel 1945 frequentò il Royal Naval Staff College, a Greenwich, e il 24 novembre 1945 sposò Janet Grace Burley, un'assistente sociale della Croce Rossa. Durante la seconda guerra mondiale ha servito sulle navi britanniche e australiane nel Indiano, Atlantico e Pacifico, e nel 1972 si ritirò dalla marina. È stato il tenente-governatore del Western Australia (1974-1977).